# Кинг, Эл
Эл Кинг (англ. Al King), настоящее имя Элвин Кей Смит (англ. Alvin K. Smith; 8 августа 1923, Монро, Луизиана, США  — 21 января 1999, Окленд, Калифорния США) — американский блюзовый и джазовый певец и автор песен. Номинант Blues Music Awards в номинации «Альбом-возвращение» (1999).

## Биография
Эл Кинг родился в Луизиане, в детстве пел в церкви. Во время Второй мировой войны был призван в армию, вернувшись из армии в 1947 году обосновался в Сан-Франциско, но вскоре переехал в Лос-Анджелес. В 1951 году впервые записался на лейбле Recorded in Hollywood, в 1953 году записался в составе оркестра Savoys: на тот момент он находился под большим влиянием Джимми Рашинга и биг-бендов. В 1955 году под именем Элвин Смит выпустил свой первый сингл «My Last Letter»/«On My Way». Сингл записывался на лейбле Music City из Окленда со студийной группой под руководством 17-летнего Джонни Хартсмена, с которым Кинг впоследствии много работал. Примерно в это же время он познакомился с Джонни Отисом и несколько лет выступал в составе его ревью.
До 1970 года записал целый ряд синглов, один из которых «Think Twice Before You Speak»/«The Winner», выпущенный первоначально на собственном лейбле Flag Records, стал высшей точкой карьеры певца, добравшись до 36 позиции в чарте Billboard R&B в 1966 году. «Think Twice Before You Speak», «медленный и мрачный блюз с угрожающими текстами о том, что кладбище полно людей, которые слишком много говорят, и хотя он не стоматолог, он был бы рад бесплатно удалить кому-то зубы». Вместе с песней автора Джонни Хартсмена «The Winner», сингл заинтересовал лейбл Sahara Records из Буффало, который выпустил ещё несколько синглов певца. С 1964 года певец использовал псевдоним Эл Кинг.  
С 1970 года Эл Кинг не записывался вплоть до 1990-х годов, хотя продолжал активно выступать и, очевидно, продолжал писать новый материал. 
В 1983 году в Нидерландах вышел его сборник On My Way, а в 1996 году Forevermore Music & Records выпустила сборник синглов певца и в США. В 1998 году, при поддержке молодой группы Sugarbees, «которая, возможно, не обеспечивает его тонкостью и гибкостью игры и аранжировки Хартсмана, но в целом проявила себя довольно хорошо», Эл Кинг записал свой единственный студийный альбом, который в 1999 году претендовал на звание «Альбом-возвращение» Blues Music Awards.
Однако Эл Кинг не дожил до церемонии награждения, скончавшись 21 января 1999 года в Окленде. 

## Дискография
- 1983:On My Way (Diving Duck Records), сборник
- 1996 Blues Master: The Complete Sahara & Shirley Recordings (Forevermore Music & Records), сборник
- 1998:It’s Rough Out Here (Forevermore Music & Records)
- 2010: Al King & Arthur K Adams – Together (The Complete Kent And Modern Recordings)  (Ace Records), сборник